# Harelbeke
Harelbeke (vls. Oarelbeke) – miasto w północno-zachodniej Belgii, w Regionie Flamandzkim, w prowincji Flandria Zachodnia, w okręgu Kortrijk. Liczy 29 904 mieszkańców (1 stycznia 2024). Leży nad rzeką Leie.

## Podział administracyjny
W skład miasta wchodzą dwie dzielnice (deelgemeente):
- Bavikhove
- Hulste

## Współpraca
Miejscowości partnerskie:
- Aire-sur-la-Lys, Francja
- Eenhana, Namibia
- Frydek-Mistek, Czechy
- Kinheim, Niemcy
- Wervik, Flandria Zachodnia